# ديردري أوكونيل
ديردري أوكونيل (بالإنجليزية: Deirdre O'Connell)‏ هي مغنية وممثلة أمريكية وأيرلندية، ولدت في 16 يونيو 1939 في الولايات المتحدة، وتوفيت في 9 يونيو 2001 بدبلن في جمهورية أيرلندا.